# Lorran
Lorran Lucas Pereira de Sousa (ur. 4 lipca 2006 w Rio de Janeiro) – brazylijski piłkarz występujący na pozycji ofensywnego pomocnika lub napastnika, od 2023 roku zawodnik Flamengo.